# 조이 포먼

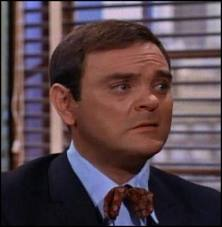

조이 포먼(Joey Forman, 1929년 11월 18일 ~ 1982년 12월 9일)은 미국의 배우, 연극 배우, 텔레비전 배우이다.
필라델피아에서 태어났으며 로스앤젤레스에서 사망하였다. 사인은 폐섬유증이다.

## 영화
- 외계인 가족 소동 (1981년)
- 첩보원 실비아 (1980년)
- 꿈꾸는 낙원 (1978년)
- 형사 Q (1976년)
- 린다 러브레이스를 대통령으로 (1975년)
- 해안 경비대 (1970년)
- 겟 스마트 (1965년)
- 휠러 딜러 (1963년)
- 심부름 소년 (1961년)
- 핫 로드 럼블 (1957년)